# 브라티슬라바 터널

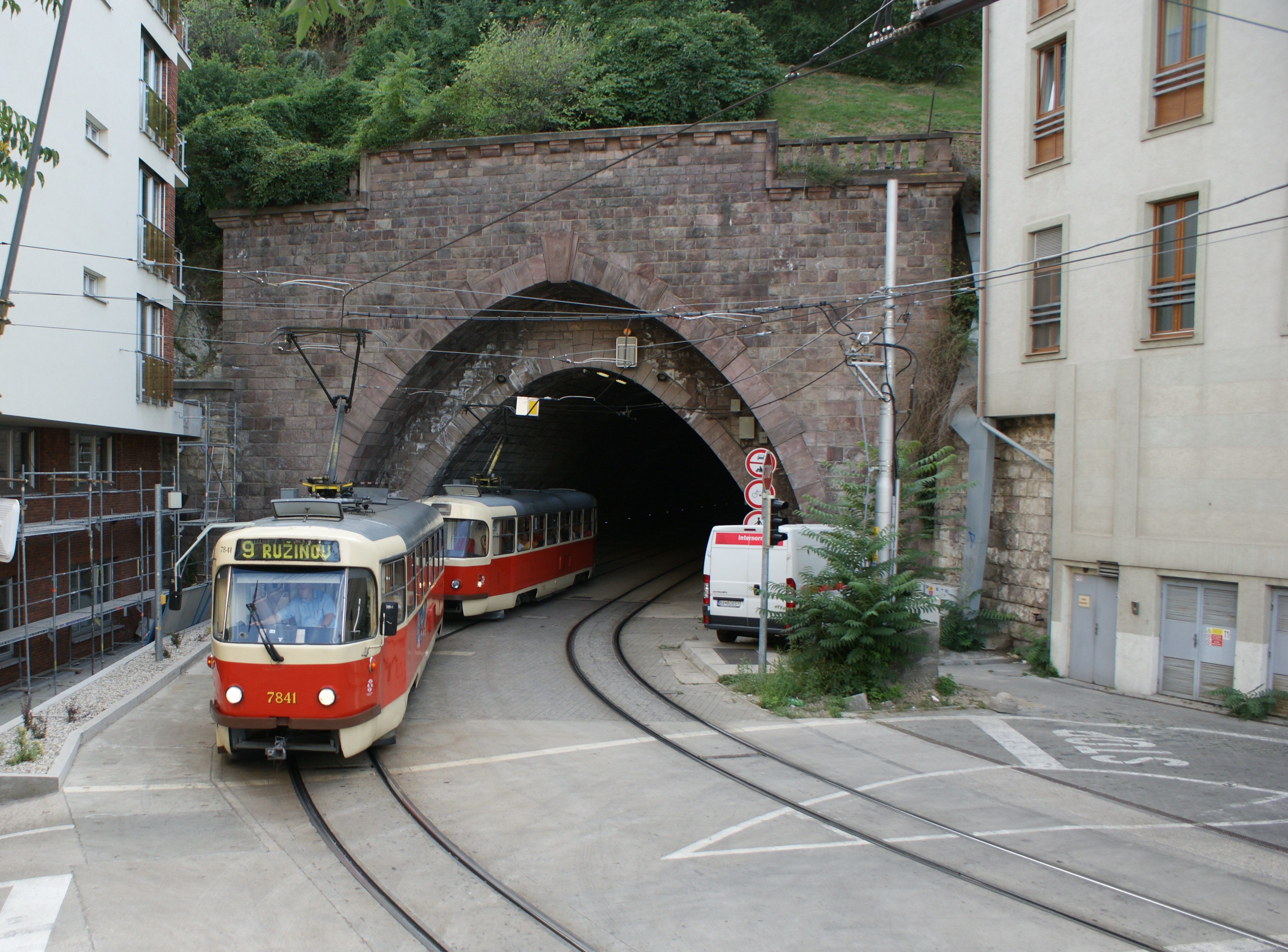
브라티슬라바 터널

브라티슬라바 터널(슬로바키아어: Bratislavský tunel)은 슬로바키아 브라티슬라바에 있는 터널이다. 브라티슬라바성 언덕 아래에 있으며, 792m의 트램 터널이다. 1943년부터 1949년까지 도로로 건설되었고, 1981년부터 1983년까지 트램으로 전환되었다.